# 中國—塞浦路斯關係
中國—塞浦路斯關係（希臘語：Σινο-Κυπριακές σχέσεις）是指中國與塞浦路斯之間的外交關係。中華人民共和國在尼科西亞擁有一大使館，塞浦路斯共和國在北京擁有一大使館。兩國於1971年12月14日建交，塞浦路斯於1989年開設駐華大使館。塞浦路斯駐華大使館位於北京使館區中央，鄰近的歐盟駐華代表團，距離中華人民共和國外交部亦不遠。

## 政治關係

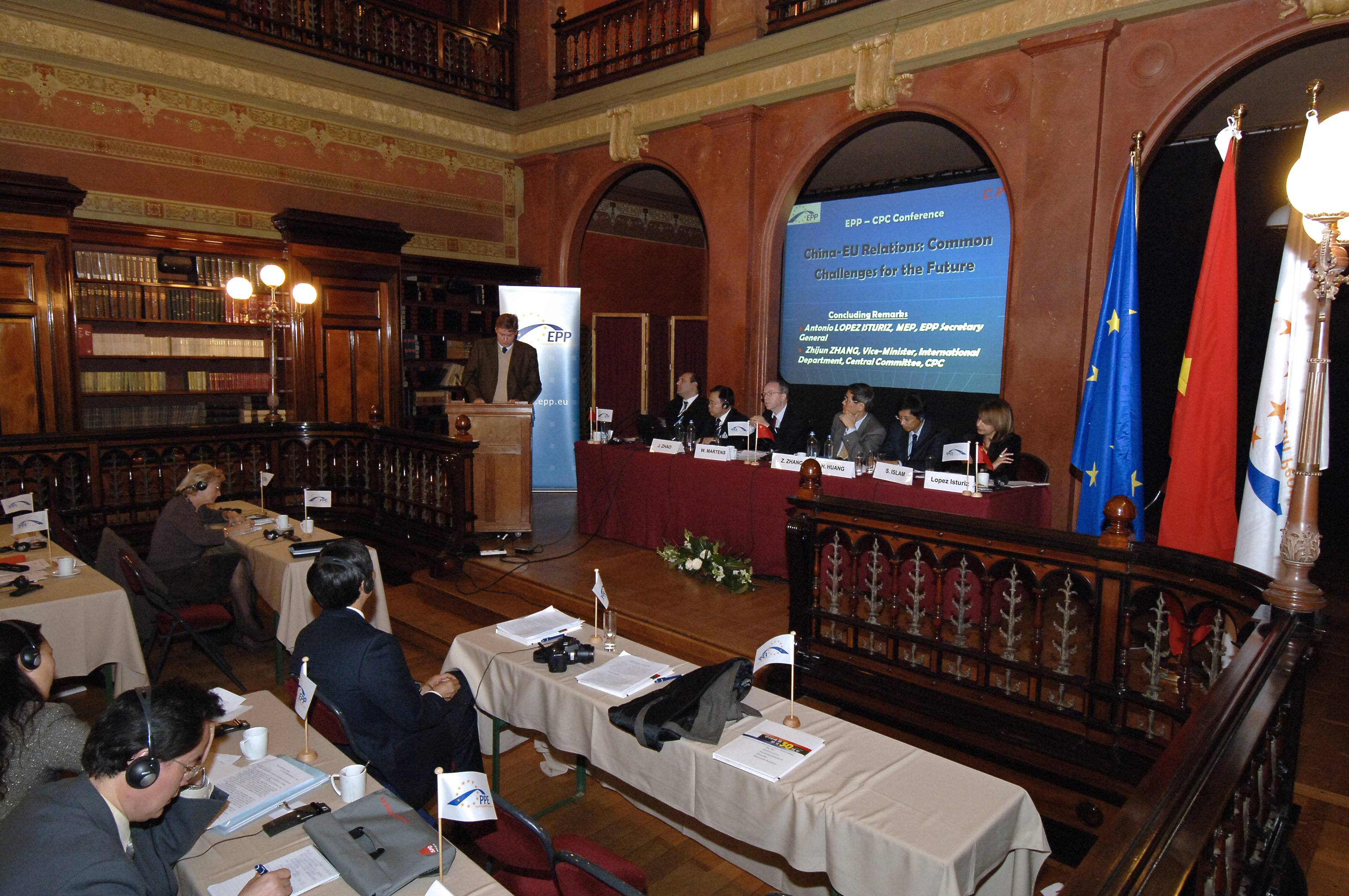
歐盟－中國峰會，由尼科斯·阿納斯塔夏季斯主持

自2004年起，塞浦路斯成為歐洲聯盟正式會員。正如中國所宣佈的，2012年7月起作為歐盟輪任主席的塞浦路斯是中國一個可信任的朋友以彌合中國和歐洲的差距，擔當兩者的橋樑角色。塞浦路斯政府已經解除外地正接投資限制，不再只限於持歐盟護照的人。行政手續亦已經簡化，絕大部分經濟領域都已經沒有限制。因此，外國公司現時可擁有投資和在塞浦路斯建立業務的機會，並已經與本地投資者相同。此外，一個新政策已經實施，容許中國物業買家申請塞浦路斯的永久居留權，投資下限為不少於30萬歐元。
2021年11月30日，两国决定将双方关系提升为战略伙伴关系。

## 經濟關係

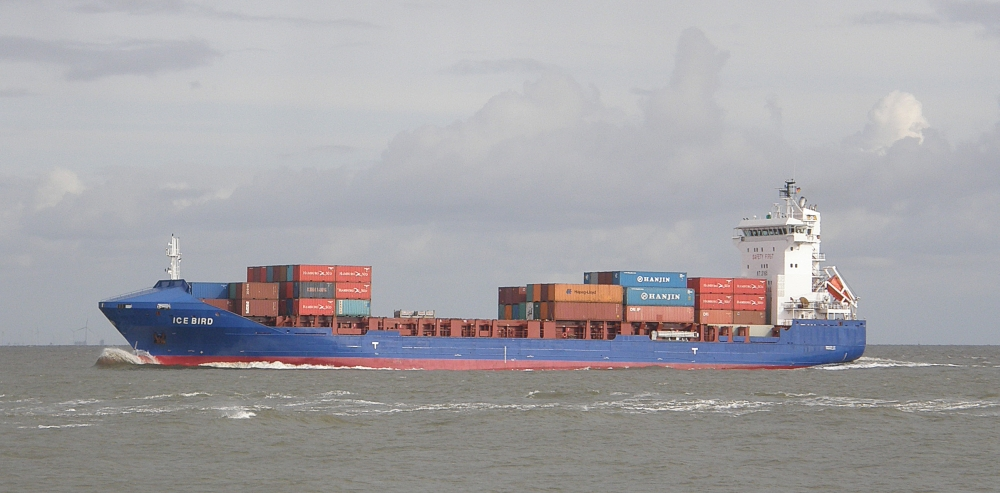
塞浦路斯開往中國的貨船

雙邊貿易和投資近年來正在不停地增長。據中國海關總署統計，2022年雙邊貿易總額12億美元，同比增加34.3%；其中，中國向塞出口額11.7億美元，同比增加34.9%；中國自塞進口額0.3億美元，同比增加15.7%。2012年7月末，中國向塞浦路斯的非金融投資達到1740萬美元，而塞浦路斯向中國的投資則達1億2100萬美元。同一時期，中國在塞浦路斯所簽署的工程合約累積為2億3500萬美元，累積的回本為2億6500萬美元。雙方政府維持推廣投資以好好利用經濟關係的潛力。中國企業的代表團訪問塞浦路斯以發掘投資環境、機會和政府的數量越來越多。
塞浦路斯－中國商會由塞浦路斯工商協會主持。

## 双边协定
- 《中国和塞浦路斯贸易协定》(1981年)
- 《中国和塞浦路斯政府间经济和科学技术合作协定》(1984年)
- 《中国和塞浦路斯关于民事、商事和刑事司法协助的条约》(1995年)
- 《中国和塞浦路斯政府间相互促进和保护投资协定》(2001年)
- 《中国和塞浦路斯政府间海运协定修改议定书》(2003年)
- 《中塞经济合作协定》(2006年)
- 《中华人民共和国农业部与塞浦路斯共和国农业、自然资源和环境部关于在农渔业领域科技合作的谅解备忘录》(2007年)
- 《中华人民共和国国家环境保护总局与塞浦路斯农业、自然资源和环境部关于在环境保护领域合作的谅解备忘录》(2007年)
- 《中塞关于防止盗窃、盗掘和非法进出境文物的协定》(2008年，2013年更新)
- 《中塞高等教育合作协议》(2012年)
- 《关于塞浦路斯和中国两国政府加强文化合作的谅解备忘录》(2013年)
- 《中国政府和塞浦路斯政府2014年至2018年文化合作执行计划》(2014年)
- 《中塞科技创新合作协定》(2015年)
- 《关于相互承认高等教育学位和学历的协议》(2017年)
- 《中塞引渡条约》(2018年)
- 《中华人民共和国政府与塞浦路斯共和国政府关于共同推进丝绸之路经济带和21世纪海上丝绸之路建设的谅解备忘录》(2019年)
- 《中国政府和塞浦路斯政府2019年至2022年文化合作执行计划》(2019年)

## 外部連結
- 中華人民共和國駐塞浦路斯共和國大使館官方網站（简体中文）（英文）
  - 中華人民共和國駐塞浦路斯共和國大使館經濟商務處官方網站（简体中文）
- 塞浦路斯駐華大使館官方網站（简体中文）（英文）（希腊文）